# Monts Bia
Pour les articles homonymes, voir Bia.
Les monts Bia sont une chaîne de montagnes de la République démocratique du Congo située au sud-est du lac Upemba entre le Lualaba et la Luvwa.
Leur nom vient de l'explorateur belge Lucien Bia qui, avec son expédition, a traversé pour la première fois les monts Bia en 1892.